# Brora
Brora (gaélique écossais : Brùra) est un village écossais situé sur la côte est du Sutherland, dans les Highlands.

## Histoire
Brora était à une époque très industriel. On y trouvait ainsi une mine de charbon, un chantier naval, une limonaderie, une distillerie, (Clynelish Distillery (actuellement connue sous le nom de en:Brora distillery)), une lainerie, une briqueterie et une carrière de grès blanc. Celui-ci fut d'ailleurs utilisé dans la construction du London Bridge, de la cathédrale de Liverpool et du château de Dunrobin. S'y déroulaient aussi l'extraction du sel marin et la conservation du poisson. Pendant son fonctionnement, la mine de charbon était la mine située la plus au nord du Royaume-Uni. Entre 1940 et 1986, une station de radio gouvernementale fut même en opération.
Brora fut le premier lieu dans le nord de l'Écosse à avoir l’électricité grâce à son industrie de la laine, ce qui lui valut le surnom local de « Electric City ».
Le glacier Capaldi's fait partie intégrante depuis 1929. Très connu partout aux Highlands et parmi la glace la plus fine de l'Écosse.
Parmi les équipements locaux, l'on peut citer un terrain de golf de 18 trous sur lequel des vaches sont présentes, ainsi qu'un boulingrin et des courts de tennis. Les visiteurs sont également attirés à Brora par ses plages propres et sa vie sauvage.